# Penetiana ganesha
Penetiana ganesha är en fjärilsart som beskrevs av Ulrich Roesler och Kuppers 1981. Penetiana ganesha ingår i släktet Penetiana och familjen mott. Inga underarter finns listade i Catalogue of Life.